# Droga krajowa B406 (Niemcy)
Droga krajowa 406 (Bundesstraße 406, B 406) – niemiecka droga krajowa przebiegająca na osi północny zachód - południowy wschód, od granicy z Luksemburgiem koło Nennig do granicy z Francją w Güdingen w Saarze. 
Droga na ok. 69 km przebiega po autostradach A8 i A620.